# Englische Frauen-Cricket-Nationalmannschaft in Sri Lanka in der Saison 2018/19
Die Tour der englischen Cricket-Nationalmannschaft nach Sri Lanka in der Saison 2018/19 fand vom 16. bis zum 28. März 2019 statt. Die internationale Cricket-Tour war Bestandteil der Internationalen Cricket-Saison 2018/19 und umfasste einen WTests und drei WODIs und drei WTwenty20s. England gewann die WODI- und WTwenty20-Serie mit 3–0.

## Vorgeschichte
Sri Lanka spielte zuvor eine Tour in Südafrika, England in Indien. Das letzte Aufeinandertreffen der beiden Mannschaften bei einer Tour fand in der Saison 2016/17 in Sri Lanka statt.

## Stadien
Die folgenden Stadien wurden für die Tour als Austragungsort vorgesehen.
| Stadion                                 | Stadt      | Kapazität | Spiele       |
| --------------------------------------- | ---------- | --------- | ------------ |
| Paikiasothy Saravanamuttu Stadium (PSS) | Colombo    | 15.000    | 1. – 3. WT20 |
| Mahinda Rajapaksa International Stadium | Hambantota | 35.000    | 1. & 2. WODI |
| FTZ Sports Complex                      | Katunayake |           | 3. WODI      |

## Kaderlisten
Sri Lanka benannte seinen WODI-Kader am 8. März und seinen WTwenty20-Kader 22. März 2019.
| WODI | WODI | WTwenty20 | WTwenty20 |
| Sri Lanka | England | Sri Lanka | England |
| --- | --- | --- | --- |
| - Chamari Athapaththu (K) - Kavisha Dilhari - Hansima Karunaratne - Achini Kulasuriya - Sugandika Kumari - Hasini Perera - Udeshika Prabodhani - Inoshi Priyadharshani - Oshadi Ranasinghe - Inoka Ranaweera - Harshitha Samarawickrama - Anushka Sanjeewani - Nilakshi de Silva - Shashikala Siriwardene - Prasadani Weerakkody | - Heather Knight (K) - Tammy Beaumont - Katherine Brunt - Kate Cross - Freya Davies - Sophia Dunkley - Sophie Ecclestone - Georgia Elwiss - Alex Hartley - Amy Jones (wk) - Laura Marsh - Natalie Sciver - Anya Shrubsole - Linsey Smith - Fran Wilson - Lauren Winfield - Danni Wyatt | - Chamari Athapaththu (K) - Hansima Karunaratne - Achini Kulasuriya - Sugandika Kumari - Dilani Manodara - Imalka Mendis - Madushika Methtananda - Hasini Perera - Inoshi Priyadharshani - Oshadi Ranasinghe - Inoka Ranaweera - Harshitha Samarawickrama - Anushka Sanjeewani - Nilakshi de Silva - Shashikala Siriwardene - Umesha Thimashini | - Heather Knight (K) - Tammy Beaumont - Katherine Brunt - Kate Cross - Freya Davies - Sophia Dunkley - Sophie Ecclestone - Georgia Elwiss - Amy Jones (wk) - Laura Marsh - Natalie Sciver - Anya Shrubsole - Linsey Smith - Fran Wilson - Lauren Winfield - Danni Wyatt |

## Tour Matches
| 16. März Scorecard | Colombo (PSS) | England 319-7 (50)           | – | Sri Lanka Women Emerging Team 177 (40) |
|                    |               | England gewinnt mit 153 Runs |   |                                        |

## Women’s One-Day Internationals

### Erstes WODI in Hambantota
| 16. März Scorecard | Hambantota | England 331-7 (50)           | – | Sri Lanka 159-8 (40/40) |
|                    |            | England gewinnt mit 154 Runs |   |                         |

Sri Lanka gewann den Münzwurf und entschied sich als Feldmannschaft zu beginnen.

### Zweites WODI in Hambantota
| 18. März Scorecard | Hambantota | Sri Lanka 187-9 (50)          | – | England 188-4 (33.3) |
|                    |            | England gewinnt mit 6 Wickets |   |                      |

Sri Lanka gewann den Münzwurf und entschied sich als Schlagmannschaft zu beginnen.

### Drittes WODI in Katunayake
| 21. März Scorecard | Katunayake | Sri Lanka 174 (50)            | – | England 177-2 (26.1) |
|                    |            | England gewinnt mit 8 Wickets |   |                      |

Sri Lanka gewann den Münzwurf und entschied sich als Schlagmannschaft zu beginnen.

## Women’s Twenty20 Internationals

### Erstes WTwenty20 in Colombo
| 24. März Scorecard | Colombo (PSS) | Sri Lanka 94 (19)             | – | England 95-2 (14.2) |
|                    |               | England gewinnt mit 8 Wickets |   |                     |

Sri Lanka gewann den Münzwurf und entschied sich als Schlagmannschaft zu beginnen.

### Zweites WTwenty20 in Colombo
| 26. März Scorecard | Colombo (PSS) | Sri Lanka 108-6 (20)          | – | England 109-2 (13.5) |
|                    |               | England gewinnt mit 8 Wickets |   |                      |

Sri Lanka gewann den Münzwurf und entschied sich als Schlagmannschaft zu beginnen.

### Drittes WTwenty20 in Colombo
| 28. März Scorecard | Colombo (PSS) | England 204-2 (20)          | – | Sri Lanka 108-6 (20) |
|                    |               | England gewinnt mit 96 Runs |   |                      |

Sri Lanka gewann den Münzwurf und entschied sich als Feldmannschaft zu beginnen.